# Решер, Николас
Николас Решер (англ. Nicholas Rescher, 15 июля 1928 года, Хаген, Германия — 5 января 2024 года, Питтсбург, США) — американский философ, эрудит и писатель немецкого происхождения, профессор философии в Питтсбургском университете с 1961 года. Председатель Центра философии науки и руководитель философского факультета.

## Биография
Решер родился в Хагене в Вестфальском регионе Германии. В своей автобиографии он прослеживает свое происхождение от Нехемии Решера (1735—1801), основателя еврейской общины Хохберг-Ремзек в Швабской Германии. Востоковед Оскар Решер — двоюродный брат его отца.
Николас Решер переехал в США, когда ему было 10 лет, и стал натурализованным гражданином Соединенных Штатов в 1944 году. В 1949 году он получил степень по математике в Куинс-колледже в Нью-Йорке. Затем поступил в Принстонский университет и окончил его со степенью доктора философии в 1951 году в возрасте 22 лет, став самым молодым человеком, получившим степень доктора философии на этом факультете. С 1952 по 1954 год во время Корейской войны он служил в Корпусе морской пехоты США, а затем с 1954 по 1957 год работал в математическом отделе корпорации Rand. После работы в Университете Лихай он с 1961 года преподавал философию в Университете Питтсбурга. 
Решер был президентом Американской католической философской ассоциации, Лейбницевского общества Северной Америки, Американского метафизического общества, Американской философской ассоциации и Общества Чарльза С. Пирса. Выступил основателем журналов American Philosophical Quarterly, History of Philosophy Quarterly и Public Affairs Quarterly.
Решер начал свою карьеру в Принстонском университете в 1951 году. В 1961 году перешёл на философский факультет Питтсбургского университета, а в следующем году стал первым заместителем директора его нового Центра философии науки. В 1964 году он основал American Philosophical Quarterly. С 1980 по 1981 год Решер занимал должность руководителя философского факультета. В июле 1988 года Решер сменил роль в Центре философии науки, уйдя с поста его директора. В 2010 году он передал свою коллекцию философских трудов в библиотеку Хиллмана.
Решер состоял почётным членом колледжа Корпус-Кристи в Оксфорде, был избран членом Американской академии искусств и наук, Королевского азиатского общества Великобритании, Европейской академии, Королевского общества Канады и Международного института философии, среди прочих.
Решер был плодовитым писателем, написавшим более 100 книг и 400 статей, что породило шутку о том, что Решер — это не один человек, а комитет, носящий это имя. Философ Мишель Марсоне, которая публиковала многочисленные работы о философии Решера, пишет, что его плодовитая публикация сама по себе является наиболее распространенным возражением против Решера, добавляя, что «это, действительно, лейтмотив всех тех, кто не желает обсуждать его идеи». Он известен своей системой прагматического идеализма, которая синтезирует британский идеализм с американским прагматизмом.
Умер в Питтсбурге 5 января 2024 года в возрасте 95 лет.

## Научные интересы
Философские работы Решера характеризуются как предполагающие диалектическое взаимодействие между синоптическими стремлениями к полезным знаниям и человеческими ограничениями как конечных исследователей. Разработка этого проекта представляет собой многосторонний подход к фундаментальным философским вопросам, который сплетает воедино нити мысли из философии науки, а также из континентального идеализма и американского прагматизма.
В середине и конце 1960-х годов его исследования были сосредоточены на средневековой арабской логике, но вскоре он перешёл к методологическому прагматизму. В 1970-х годах он начал более интенсивно работать с американским прагматизмом, сосредоточившись на трудах Ч. С. Пирса, который был одним из его главных источников влияния. В 1966 году Решер сотрудничал с Гербертом А. Саймоном в новаторской работе по теории причинности.
Решер внёс вклад в футурологию и вместе с Олафом Хельмером и Норманом Долки изобрёл метод прогнозирования Дельфи. Будучи пожизненным поклонником философии Г. В. Лейбница, Решер сыграл важную роль в реконструкции machina deciphratoria Лейбница, предка знаменитой шифровальной машины Enigma. Решер также был ответственен за два дальнейших исторических открытия и реконструкции: модель космической эволюции у Анаксимандра и средневековую исламскую теорию модальной силлогистики.